# Charango
| Оценки критиков | Оценки критиков |
| Источник        | Оценка          |
| --------------- | --------------- |
| Allmusic        | ссылка          |
| Blender         | ссылка          |
| Pitchfork Media | (3.6/10) ссылка |
| Rolling Stone   | ссылка          |

«Charango» — студийный альбом британской трип-хоп группы Morcheeba, вышедший в 2002 году.
Песни «Otherwise», «Way Beyond» и «Undress Me Now» выпускались как синглы.
Также существует Limited Edition Version, где CD2 содержит инструментальные версии треков.

## Список композиций
1. «Slow Down»
2. «Otherwise»
3. «Aqualung»
4. «São Paulo»
5. «Charango» (featuring Pace Won)
6. «What New York Couples Fight About» (featuring Kurt Wagner)
7. «Undress Me Now»
8. «Way Beyond»
9. «Women Lose Weight» (featuring Slick Rick)
10. «Get Along» (featuring Pace Won)
11. «Public Displays of Affection»
12. «The Great London Traffic Warden Massacre»